# Xingzhongita
La xingzhongita és un mineral de la classe dels sulfurs, que pertany al grup de la linneïta. Va ser descoberta l'any 1974, i el seu nom fa referència al seu lloc de descobriment indeterminat a la Xina.

## Característiques
La xingzhongita és un sulfur de plom i iridi que cristal·litza en el sistema isomètric. La seva duresa a l'escala de Mohs és de 6. Va ser aprovada com a nova espècie per l'Associació Mineralògica Internacional i la CNMMN l'any 1980. La seva fórmula química va ser redefinida l'any 2019, passant a ser: Pb²⁺Ir³⁺₂S₄. En un nou estudi que va ser publicat a les darreries de 2023 s'argumenta que té el seu estatus hauria de ser qüestionable i s'hauria de considerar la seva desacreditació com a espècie.
Segons la classificació de Nickel-Strunz pertany a «02.DA: Sulfurs metàl·lics, M:S = 3:4» juntament amb els següents minerals: bornhardtita, carrollita, cuproiridsita, cuprorhodsita, daubreelita, fletcherita, florensovita, greigita, indita, kalininita, linneïta, malanita, polidimita, siegenita, trüstedtita, tyrrel·lita, violarita, ferrorhodsita, cadmoindita, cuprokalininita, rodostannita, toyohaïta, brezinaïta, heideïta, inaglyita, konderita i kingstonita.

## Formació i jaciments
Es troba en dunites relacionades amb mineralitzacions de crom. Sol trobar-se associada a altres minerals com: cromita, magnetita, pirita, olivina, serpentina, talc, osmi, iridi, erlichmanita, cooperita, irarsita, osarsita i altres aliatges de platí i ferro.